# Skigebiet Kotelnica

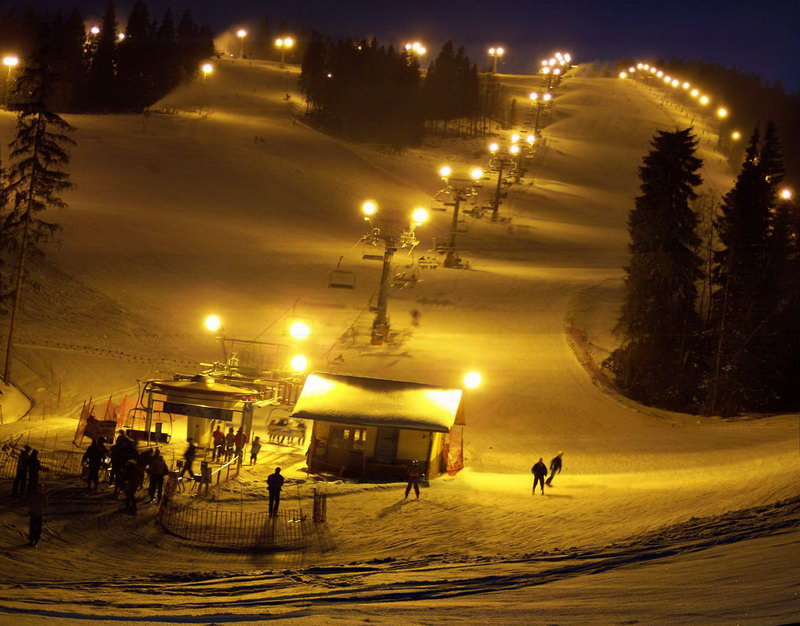
Skipiste am Abend

Das Skigebiet Kotelnica liegt auf dem Gipfel und den Nordhängen der Kotelnica, des Jankulakowski Wierch und des Wysoki Wierch in dem polnischen Gebirgszug Pogórze Bukowińskie im Ort Białka Tatrzańska auf dem Gemeindegebiet von Bukowina Tatrzańska im Powiat Tatrzański in der Woiwodschaft Kleinpolen. Es befindet sich außerhalb des Tatra-Nationalparks am Fuße der Hohen Tatra. Das Skigebiet wird von dem Unternehmen Ośrodek Narciarski Kotelnica Białczańska sp. z o.o. betrieben. Es grenzt unmittelbar an zwei weitere Skigebiete, Skigebiet Bania und Skigebiet Kaniówka. Das Skigebiet ist Mitglied in dem Verband TatrySki, der einen gemeinsamen Skipass herausgibt. Das Skigebiet Kotelnica ist mit 20 km Piste und 10 Liften das größte Skigebiet in den polnischen Karpaten.

## Lage
Das Skigebiet befindet sich auf einer Höhe von 700 m ü.N.N. bis 934 m ü.N.N. Der Höhenunterschied der Pisten beträgt ca. 234 m. Es gibt sechs rote (schwierige) und zehn blaue Pisten. Die Gesamtlänge der Pisten umfasst ca. 20 km, wobei die längste Piste 1,9 km lang ist. Die Fläche der Pisten umfasst 42 ha.

## Geschichte
Das Skigebiet wurde 2000 angelegt. Die Skilifte wurden sukzessive in den letzten 17 Jahren errichtet, die letzten 2016.

## Beschreibung

### Skilifte
Im Skigebiet gibt es sieben Sessellifte und drei Tellerlifte. Insgesamt können bis zu 19770 Personen pro Stunde befördert werden, im ganzen Skipark 26.000.

#### Skilifte Kotelnica
Die Skilifte führen von Białka Tatrzańska bis knapp unter den Gipfel der Kotelnica. Ihre Längen betragen bis zu 1350 m.
| Name                 | Art        | Hersteller                  | Breite Personen | Länge (m) | Zeit (min) | Höhenunterschied (m) | Personen pro Stunde | Obere Station | Obere Station | Untere Station | Untere Station | Vmax (m/s) |
| Name                 | Art        | Hersteller                  | Breite Personen | Länge (m) | Zeit (min) | Höhenunterschied (m) | Personen pro Stunde | Ort           | Höhe (m üNN)  | Ort            | Höhe (m üNN)   | Vmax (m/s) |
| -------------------- | ---------- | --------------------------- | --------------- | --------- | ---------- | -------------------- | ------------------- | ------------- | ------------- | -------------- | -------------- | ---------- |
| Kotelnica I          | Sessellift |                             | 3               | 1350      | 11,5       | 210                  | 1320                | Obere Station | 914           | Untere Station | 704            |            |
| Kotelnica II         | Sessellift | Doppelmayr/Garaventa-Gruppe | 4               | 780       |            | 170                  | 2000                | Obere Station | 914           | Untere Station | 744            |            |
| Kotelnica III        | Sessellift | Doppelmayr/Garaventa-Gruppe | 4               | 570       | 3          | 155                  | 2000                | Obere Station | 914           | Untere Station | 759            |            |
| Kotelnica Express VI | Sessellift | Doppelmayr/Garaventa-Gruppe | 6               | 1300      | 4,5        | 200                  | 3000                | Obere Station | 914           | Untere Station | 714            |            |
| Pasieka Express VI   | Sessellift | Leitner                     | 6               | 1090      |            | 175                  | 3000                | Obere Station | 934           | Untere Station | 759            |            |
| Jankulakowski VI     | Sessellift | Doppelmayr/Garaventa-Gruppe | 6               | 800       |            | 150                  | 3000                | Obere Station | 934           | Untere Station | 784            |            |
| Remiaszów VII        | Sessellift | Doppelmayr/Garaventa-Gruppe | 6               | 900       |            | 175                  | 3000                | Obere Station | 899           | Untere Station | 724            |            |
| 1                    | Tellerlift | SZTOKFISZ                   | 1               | 680       | 3,6        | 155                  | 580                 | Obere Station | 914           | Untere Station | 759            |            |
| 2                    | Tellerlift | SZTOKFISZ                   | 2               | 680       | 3,6        | 155                  | 1150                | Obere Station | 914           | Untere Station | 759            |            |
| 3                    | Tellerlift |                             | 1               | 310       |            | 60                   | 720                 |               |               |                |                |            |

### Skipisten
Von der Kotelnica, dem Wysoki Wierch und dem Jankulakowski Wierch führen sechzehn Skipisten ins Tal, sechs rote und zehn blaue Pisten.
| Name    | Schwierigkeit | Start                | Start        | Ziel             | Ziel         | Länge (m) | Höhenunterschied (m) | Neigung (%) | Licht | Kunstschnee | FIS         | FIS        | Anmerkungen               |
| Name    | Schwierigkeit | Name                 | Höhe (m üNN) | Name             | Höhe (m üNN) | Länge (m) | Höhenunterschied (m) | Neigung (%) | Licht | Kunstschnee | Nummer      | bis        | Anmerkungen               |
| ------- | ------------- | -------------------- | ------------ | ---------------- | ------------ | --------- | -------------------- | ----------- | ----- | ----------- | ----------- | ---------- | ------------------------- |
| 1 (FIS) | rot           | Kotelnica            | 914          | Untere Station   | 759          | 780       | 155                  | 20          | ja    | ja          | 10381/12/11 | 2021-11-01 | Slalom beiden Geschlechts |
| 2 (FIS) | rot           | Kotelnica            | 914          | Untere Station   | 729          | 900       | 185                  | 21          | ja    | ja          | 10381/12/11 | 2021-11-01 | Slalom beiden Geschlechts |
| 2a      | rot-blau      | Kotelnica            | 914          | Untere Station   | 739          | 1070      | 175                  | 16          | ja    | ja          |             |            |                           |
| 2b      | blau          | Kotelnica            | 914          | Untere Station   | 739          | 1160      | 175                  | 15          | ja    | ja          |             |            |                           |
| 3       | blau          | Kotelnica            | 914          | Untere Station   | 704          | 1480      | 210                  | 14          | ja    | ja          |             |            |                           |
| 4       | blau          | Kotelnica            | 914          | Untere Station   | 714          | 1430      | 200                  | 14          | ja    | ja          |             |            |                           |
| 4a      | blau          | Kotelnica            | 914          | Mittlere Station | 849          | 350       | 65                   | 19          | ja    | ja          |             |            |                           |
| 5       | blau          | Kotelnica            | 914          | Untere Station   | 854          | 350       | 60                   | 17          | ja    | ja          |             |            |                           |
| 6       | rot           | Kotelnica            | 914          | Untere Station   | 759          | 710       | 155                  | 22          | ja    | ja          |             |            |                           |
| 6a      | rot           | Kotelnica            | 914          | Untere Station   | 759          | 650       | 155                  | 24          | ja    | ja          |             |            |                           |
| 7       | blau          | Kotelnica            | 914          | Untere Station   | 759          | 1900      | 155                  | 8           | ja    | ja          |             |            |                           |
| 8       | blau          | Jankulakowski Wierch | 934          | Untere Station   | 759          | 1200      | 175                  | 15          | ja    | ja          |             |            |                           |
| 8a      | rot           | Jankulakowski Wierch | 934          | Untere Station   | 834          | 500       | 100                  | 20          | ja    | ja          |             |            |                           |
| 9       | blau          | Jankulakowski Wierch | 934          | Untere Station   | 784          | 900       | 115                  | 17          | ja    | ja          |             |            |                           |
| 10      | blau          | Wysoki Wierch        | 899          | Untere Station   | 749          | 900       | 115                  | 17          | ja    | ja          |             |            |                           |

Daneben gibt es auch fünf Langlaufloipen im Skigebiet.

## Infrastruktur
Das Skigebiet liegt ca. 15 km nordöstlich vom Zentrum von Zakopane und ist mit dem Pkw erreichbar. In der Nähe der unteren Station verläuft die Woiwodschaftsstraße DK 49. In der Nähe der oberen Stationen verläuft eine Gemeindestraße. An der unteren Station gibt es Parkplätze und ein Luxushotel sowie das Thermalbad Terma Bania. Im Skigebiet sind eine Skischule, ein Skiverleih und ein Snowpark tätig. Zum Skigebiet gehören auch mehrere Restaurants.